# Ignazio Lupi (presbitero)
Ignazio Lupi (Bergamo, 10 febbraio 1585 – Bergamo, 6 ottobre 1659) è stato un presbitero e teologo italiano.

## Biografia
Ignazio Lupi nacque a Bergamo il 10 febbraio 1586 non si conosce il nome dei suoi genitori, della nobile famiglia Lupi ma nella città orobica compì i primi studi teologici. L'11 febbraio del 1603 entrò nel convento dei frati minori della chiesa di Santa Maria delle Grazie di Bergamo. Tre anni dopo l'11 marzo fu ordinato subdiacono e successivamente diacono e sacerdote.
Viene nominato Lettore generale di teologia nel triennio 1633-1666, e successivamente lettore giubilato di teologia. Dal 1633 assumerà anche l'incarico di predicatore. Studiò diritto interessandosi particolarmente allo studio sulla Madonna e molti furono gli incarichi che assolse. Governò il convento delle Grazie per tre volte e molti altri conventi. Fu nominato commissario e viceministro nonché Custode della riforma per la provincia di Brescia.
Del personaggio si conserva un ritratto eseguito da Carlo Ceresa nel 1630 circa conservato nella pinacoteca dell'Accademia Carrara di Bergamo, già inserito nel fondo del 1796. Vi è inoltre una incisione che riporta il suo ritratto pubblicato da Donato Calvi nel suo La scena letteraria degli scrittori bergamaschi aperta alla curiosità dei suoi cittadini.
Morì nel monastero dove aveva vissuto per molta della sua vita mentre stava preparando altre opere. Fu Giovanni Battista Mazzoleni a scrivere la sua commemorazione mentre gli fu dedicato un elogio dall'accademico Taciturno.

## Opere
- Commentaria in Censvras et casvs reservatos omnibvs poenitentiariis et confessariis, è l'opera più importante pubblicata nil 30 giugno 1636 poi ripubblicata quattro volte: nel 1681 dal canonico Guerrini, nel 1725 , nel 1752 e 1765.[6] La dedicatoria allegata alla prima pubblicazione porta la data del 30 giugno e la sua scrittura nel convento di Santa Maria delle Grazie in Bergamo. Vi è poi l'aggiunta di una poesia sempre a opera di Ignazio dedicata all'allora vescovo Luigi Grimani e una a opera del frate Anselmo Pasta sempre dedicata al vescovo. All'interno vi è un'incisione con lo stemma vescovile. L'opera fu esaminata da due teologi dell'ordine benedettino: fra Gerolamo Comboni che era teologo e lettore di ebraico, nonché penitenziale lateranense di papa Urbano VIII[7]
- Nova lux in edictvm S. Inqvisirionia S Pexim Sacramenti poenitentiae opera con tre indici, e dedicata al beato Pietro Martire Dominiciano, con una pagina disegnata da Giovanni Giacomo Barbelli (1604-1656) e una incisione di Giacomo Cotta (1627-1689). Il testo fu approvato da fra Giovanni Battista Campagna che era ministro generale a Roma il 9 giugno 1634, dal custode di Drara della provincia bresciana il 28 febbraio 1633 fra Gioivanni, dal vicario provinciale nonché docente di Teologia ad Alzano il 12 marzo 1645, da fra Pietro Maria da Alzano il 17 febbraio 1647, nonché da altri frati sempre dell'ordine minore e il 4 maggio 1645, dal cavaliere Zuane Grimani riformatore dello studio a Pavia. Lo scritto venne redatto dal Lupi quando era consultore del Sant'Uffizio.
- Teologia mistica nel 1659. Il testo è stato soggetto ad approvazione da più personaggi illustri, fu infatti approvato dal lettore di teologia fra Leone da Albegno, da fra Candido Brognolida Sarnico anche lui lettore e definitore di utriusque theologiae, dal ministro provinciale fra Santo da Sellere, e dal commissario generale di Castel Gandolfo il 6 ottobre 1657 fra Sebastiano da Gaeta, nonché dal bergamasco fra Giovanni Albericci anche lui lettore di teologia, e da altri prelati. Lo scritto era dedicato al cardinale Gregorio Barbarigo e fu stampata a Bergamo il 22 aprile 1659.